# Меджлис аш-Шура (Саудовская Аравия)
Меджлис аш-Шура или Консультативный совет (араб. مجلس الشورى السعودي‎) — созданный в 1993 году законосовещательный орган в системе управления Саудовской Аравии. Включает 150 членов, которые назначаются королём. Главой меджлиса назначен Абдуллах ибн-Мухаммед Аль-Шейх, который до 2009 года был министром юстиции.
Меджлис размещается во дворце аль-Ямам в Эр-Рияде.

## История
Возник как законосовещательный орган при короле Саудовской Аравии, причём инициатива принадлежала мусульманскому духовенству. Требование о созыве Консультативного совета было озвучено в письме, подписанном 107 проповедниками и преподавателями религиозных учреждений, которое было подано королю Фахду в мае 1991 года. Авторы письма, озаглавленного «Меморандум о наставлении», были представителями консервативного духовенства. Помимо требования о создании совета, в их письме шла речь об увеличении численности армии до 500 тыс. человек, указывалось, что в королевстве «отсутствует серьёзность в соблюдении шариата», а мнения улемов не всегда учитываются. Король был шокирован этим Меморандумом и принял меры — запретил его подписантам выезд за пределы страны. А Совет высших улемов раскритиковал меморандум. Тем не менее, в 1993 году Консультативный совет был создан. Причём в том же году в его состав были включены три шиита. Изначально Совет состоял из 60 назначаемых королём членов. По итогам заседания Консультативный совет принимал решение, которое подавал королю, а тот мог передать его Совету министров. Если Совет министров одобрял решение, то оно становилось законом, в противном случае последнее слово было за королём. Таким образом, полномочия Консультативного совета изначально были ограничены как королевской властью, так и правительством. Однако Меджлис аш-Шура обладал некоторыми властными функциями — например, мог приказать премьер-министру обеспечить присутствие на своём заседании любого министра. Для инициативы закона было достаточно обращение 10 членов Совета. Кроме того, король ежегодно выступал с отчётом перед Советом. Отношения Меджлис аш-Шуры с правительством складывались изначально не очень гладко. В первый год Совет вынес 11 решений, из которых Совет Министров не одобрил ни одного. Во второй год было принято 40 решений, из которых Совет Министров утвердил 13. На третий год принято 26 решений, из них утверждено правительством 15. В четвёртый год Меджлис аш-Шура принял 65 решений, из которых Совет министров утвердил 27.
После Арабской весны, когда в ходе выступлений суннитская интеллигенция потребовала предоставление женщинам политических прав, король в 2011 году принял решение назначать в Совет и женщин. Но только 11 января 2013 года первые тридцать женщин были назначены в Меджлис аш-Шуру на 4 года. Согласно королевскому декрету отныне женщины должны занимать не менее одной пятой мест в Совете. Также было решено, что в Совет войдут четыре шиита, в том числе одна женщина.
Влияние Совета на политику в стране постепенно усиливается, что проявляется в увеличении количества членов правительства, которые ранее были членами Совета. В сформированном при короле Салмане в феврале 2015 года правительстве Саудовской Аравии все министерские посты (кроме министров обороны и внутренних дел) получили члены Совета.

## Комитеты
Меджлис включает 12 комитетов:
- по вопросам ислама, юриспруденции и прав человека
- по делам общества, семьи и молодёжи
- экономики и энергии
- безопасности
- образования и науки
- культуры и информации
- внешней политики
- здравоохранения и окружающей среды
- финансов
- по вопросам администрации, кадров и петиций
- воды и общественной инфраструктуры
- транспорта, связи и информационных технологий